# Daniel Schlumberger
Pour les articles homonymes, voir Schlumberger.
Daniel Schlumberger, né le 19 décembre 1904 à Mulhouse (Haut-Rhin) et mort le 21 octobre 1972 à Princeton, est un archéologue français.

## Biographie

### Jeunesse et début dans l'archéologie
Issu d’une famille de la bourgeoisie protestante d’Alsace, Daniel Schlumberger est le fils de Paul Schlumberger et d'Élisabeth Schoen, et le frère du créateur de bijoux Jean Schlumberger. Il réalise ses études secondaires au lycée de Mulhouse, sous le régime allemand. Imprégné de cette double culture franco-allemande, par son éducation et son bilinguisme, il prépare ensuite une licence d’histoire et géographie à l’université de Strasbourg.
Durant son cursus universitaire, l’étudiant est curieux sur de multiples domaines. Élève de l’archéologue et helléniste Paul Perdrizet, il développe une attirance particulière pour l’histoire ancienne et l’archéologie.
En 1925, Daniel Schlumberger quitte la France et rejoint le Service des Antiquités de la Syrie et du Liban dans le cadre de la mission Perdrizet. Celle-ci vise à établir une carte archéologique ainsi qu’un programme de fouilles sur la région. L'équipe se constitue des archéologues Paul Perdrizet, Henri Seyrig et Daniel Schlumberger, et parvient à établir des découvertes sur l'époque assyrienne près du fleuve Euphrate, en fouillant les sites de Til-Barsip et de Arslan Tash.

### Recherche en Palmyrène (1929-1941)
En 1929, Henri Seyrig, nouveau directeur du Service des Antiquités de la Syrie et du Liban, propose à Daniel Schlumberger de le rejoindre au titre d'inspecteur du Service. Il entame sa carrière d'archéologue par des recherches sur l'architecture des colonnes antiques de la région de Palmyre. Il parvient à démontrer l'influence grecque hellénistique des chapiteaux corinthiens et à réfuter l'idée que leurs styles dérivaient de l’architecture impériale romaine.
L'archéologue se concentre ensuite sur la ville de Palmyre, où il étudie l'organisation politique, économique et religieuse de la cité. Il poursuit ses investigations aux alentours en entamant  une série de prospections terrestres et aériennes, sur un territoire jusqu'alors méconnu par les archéologues. S'appuyant sur les indices que révèlent les photographies aériennes prises par l'Aviation militaire du Levant, il fait la découverte de villages, de fortins, et de lieux de culte clarifiant progressivement l'histoire de la Palmyrène. Cette série d'exploration a été le sujet de sa thèse intitulée Palmyrène du Nord-Ouest, présentée en 1950 à la Sorbonne.

En 1936, il entame les fouilles du site de Qasr el-Heir el-Gharbi (Syrie). Il atteste l'existence de trois bornes frontières comportant des dédicaces à l'empereur romain Hadrien ou à ses prédécesseurs. Sur ce même lieu, les vestiges d'un château du califat omeyyade, datant du VIIIe siècle, sont retrouvés. Daniel Schlumberger témoigne de cette découverte majeure, lors d'une conférence à l'Université de Strasbourg en 1962 :
« Nous avons appris subitement que le plus ancien art musulman, l'art de la Syrie au début du VIIIe siècle, l'art du califat omeyyade, est très différent de l'art musulman "classique", de l'art de la Mésopotamie du milieu du IXe siècle, de l'art du califat abbasside. » 

### Seconde Guerre mondiale
Au début de la seconde guerre mondiale, Daniel Schlumberger est mobilisé dans l'armée française en Syrie. En 1941,  il se rallie à la France libre, après l'arrivée des troupes britanniques et françaises libres à Beyrouth (Campagne de Syrie). Il est envoyé au service de l'Information de la France libre au Congo. Durant 18 mois, il assure le poste de commentateur politique sur Radio-Brazzaville (1942-1943). Il retourne ensuite à Beyrouth, à la direction des services de Presse et de Radiodiffusion, jusqu'à la fin de la guerre,.

### Direction de la Délégation archéologique française en Afghanistan (1945-1964)
En 1945, Daniel Schlumberger prend la direction de la DAFA, remplaçant Alfred Foucher (1923-1945), le premier directeur de la DAFA.
La DAFA est reconstituée l'année suivante, en 1946.

À propos de sa prise de la direction de la DAFA :
"D'accord avec le gouvernement afghan, M. Schlumberger a dressé un nouveau programme de recherches qui, débutant par une prospection générale et sans négliger les époques grecque et gréco-bouddhique, s'étendra aux antiquités ghaznévides qui n'ont pas encore fait l'objet de relevés méthodiques." (R.Louis, 1945)
"En 1945, lorsque j'ai pris la direction de la Délégation archéologique, j'ai accepté à mon tour la tâche avec pour principal espoir de faire des fouilles grecques. Pendant longtemps, cet espoir a été déçu." (S.Daniel, 1965)
Entre-temps, il est nommé professeur à la Faculté des Lettres de Strasbourg en 1955 et devient membre libre de l'Académie des Inscriptions et Belles-Lettres en 1958.

### Direction de l'Institut français d'archéologie de Beyrouth (1967-1972)
En 1967, Daniel Schlumberger est nommé directeur de l'institut français de Beyrouth, succédant ainsi à ce poste à son mentor Henri Seyrig.

### Fin de vie
Daniel Schlumberger meurt le 20 octobre 1972 à Princeton (New Jersey) à la suite d'ennuis de santé. Il ne cessa ses travaux jusqu'à sa mort.

## Principales campagnes de fouilles
En 1934, Daniel Schlumberger réalise des fouilles au Djebel el-Chaar.
Du 1er juin au 12 juillet 1936, Daniel Schlumberger réalise des fouilles à Qasr-el-Heir el Garbi (Palmyrène).
Printemps 1947, Daniel Schlumberger mène des prospections sur le site de Bactres (Balkh), un des premiers objectifs de la DAFA après sa création en 1922.
À la suite de prospections dans les ruines de la ville de Qala-i-Bist en 1948, un ensemble de ruines présumées ghaznévides est découvert au printemps 1949. La première campagne de fouilles sur le site dit de Lashkari Bazar a lieu au printemps 1949. Daniel Schlumberger continuera à publier des notes jusqu'à la cinquième campagne de fouilles.
Daniel Schlumberger a participé à de nombreuses campagnes de fouilles sur le site de Surkh Kotal entre 1952 (date de sa première publication à propos de ce site et 1965 (date de sa dernière publication à propos de ce site). Il publiera des notes de la deuxième à la douzième campagne de fouilles,,.
En 1962, Daniel Schlumberger reconnaît dans une photographie d'un site se situant sur le bord de l'Oxus un chapiteau corinthien. Toutefois, de par la position du site à la frontière nord-est de l'Afghanistan, il ne put tout de suite y réaliser des fouilles. Daniel Schlumberger ne put se rendre sur le site dit d'Aï-Khanoum qu'en novembre 1963 où il ne resta pas plus de deux heures, puis de nouveau en novembre 1964 où il put y rester avec son équipe dix jours et y effectuer des sondages. Devant l'importance de ce site, il le confia à Paul Bernard.

## Publications

### Articles et contributions
- Les formes anciennes du chapiteau corinthien en Syrie, en Palestine et en Arabie, dans Syria XIV, 1933, p.283-318.[27]
- Etudes sur Palmyre : I : Le développement urbain de Palmyre; II : Notes sur le décor architectural des colonnades des rues et du camp de Dioclétien, dans Berytus II, 1935, p.149-167[27].
- Une campagne de fouilles au Djebel el-Chaar, dans CRAI, 1935, p. 250-256[27]
- Neue Ausgrabungen in der syrischen Wüste nordwestlich von Palmyra, dans Archäologische Anzeiger , 1935, p.595-634[27].
- Les fouilles de Qasr el-Heir el-Gharbi, 1936 (rapport sommaire), dans CRAI, 1936, p. 134-139.[27]
- Réflexions sur la loi fiscale de Palmyre, dans Syria XVIII, 1937, p. 271-297.[27]
- Bornes frontières de la Palmyrène, dans Syria XX, 1939, p. 43-73.[27]
- Les fouilles de Qasr el-Heir el-Gharbi. Rapport préliminaire (1ère partie), dans Syria XX, 1939, p. 195-238.[27]
- Id. (2ème partie), ibid., p. 324-373.[27]
- Le temple de Mercure à Baalbek-Héliopolis, dans Bulletin du Musée de Beyrouth III, 1939, p. 25-36[27].
- Gigarteni de vico Sidoniorum, dans CRAI, 1940, p. 335-342.[27]
- Bornes militaires de la Palmyrène, dans Mélanges syriens offerts à M. René Dussaud II, 1940, p. 547-555[27].
- Les origines antiques de l'art islamique à la lumière des fouilles de Qasr el-Heir, dans Bericht über den VI. Internationalem Kongress für Archäologie, Berlin 21-26 August 1939, Berlin, 1940, p. 241-249[27].
- L'inscription d'Hérodien. Remarques sur l'histoire des princes de Palmyre. Les gentilices romains des Palmyréniens, dans Bulletin d'Etudes Orientales de l'Institut Français de Damas IX, 1942, p. 35-82[27].
- Rapport sur une mission en Afghanistan, dans CRAI, 1946, p. 169-177.[27]
- L'exploration archéologique de l'Afghanistan, Résultats acquis et perspectives d'avenir, dans Afghanistan, 1947, 4, p. 1-23[27].
- La prospection archéologique de Balkh (printemps 1947), Rapport sommaire, dans CRAI, 1948, pp. 38-41.[27]
- Deux fresques omayyades, dans Syria XXV, 1946-1948, p. 86-102.[27]
- La première campagne de fouilles de Lashkari Bazar, dans CRAI, 1949, p. 173-175.[27]
- La prospection archéologique de Bactres (printemps 1947), Rapport sommaire, dans Syria XXVI, 1949, p. 173-190.[27]
- Les fouilles de Lashkari Bazar, dans Afghanistan, 1949, 2, dans CRAI, 1949, p. 34-44.[27]
- Archeology in Afghanistan. The work of the French Archaeological Delegation, dans Archeology II, 1949, p. 11-16[27].
- Lashkari Bazar, une résidence royale ghaznévide des XIème-XIIème siècles, dans CRAI, 1950, p. 56-62.[27]
- Les fouilles de Lashkari Bazar (2ème et 3ème campagnes), dans Afghanistan, 1950, 4, p. 46-56[27].
- La Palmyrène du Nord-Ouest (thèse principale), Paris, Geuthner, dans Bibliothèque Archéologique et Historique de l'Institut Français de Beyrouth (tome XLIX), 1951[27].
- Notes sur la troisième campagne des fouilles de Lashkari Bazar, dans CRAI, 1951, p. 110-111.[27]
- Notes sur les quatrième et cinquième campagnes de fouilles de Lashkari Bazar, dans CRAI, 1952, p. 66-68.[27]
- Le Palais ghaznévide de Lashkari Bazar, dans Syria XXIX, 1952, p. 251-270.[27]
- Le temple de Surkh Kotal en Bactriane, dans Journal Asiatique CCXL, 1952, p. 433-453[27].
- Notes sur les antiquités de Sar-i Tchechmé en Bactriane, dans CRAI, 1952, p. 225-227.[27]
- L'argent grec dans l'empire achéménide (thèse complémentaire), Paris, Klineksieek, dans Mémoires de la Délégation Archéologique Française en Afghanistan (tome XIV), 1953[27].
- Le trésor de Mir Zakah, dans Mémoires de la Délégation Archéologique Française en Afghanistan (tome XIV), en collaboration avec M. Raoul Curiel, 1953[27].
- La découverte en Bactriane d'un temple présumé d'époque kouchâne, dans CRAI, 1953, p. 30-33.[27]
- Surkh Kotal, A late hellenistic temple in Bactria, dans Archeology, VI, 1953, p. 232-238[27].
- Notes sur la deuxième campagne de fouilles de Surkh Kotal en Bactriane, dans CRAI, 1954, p. 107-108.[27]
- Le temple de Surkh Kotal en Bactriane (II), dans Journal Asiatique, CCXLII, 1954, p. 161-187[27].
- Surkh Kotal : un sanctuaire du Feu d'époque Kouchâne en Bactriane, dans Arts Asiatiques I, 1954[27].
- Le temple de Surkh Kotal en Bactriane (III), dans Journal Asiatique CCXLIII, 1955, p. 269-279[27].
- Surkh Kotal in Bactria, dans Archeology VIII, p. 82-87[27].
- Le marbre Scorretti, dans Arts Asiatiques II, 1955, p. 112-119[27].
- Note sur la troisième campagne des fouilles de Surkh Kotal en Bactriane, dans CRAI, 1955, p. 64-71.[27]
- L'acropole de Surkh Kotal en Bactriane (Afghanistan). Etat présent de l'exploration, dans Neue Ausgrabungen im Nahen Osten, Bericht über die Tagung der Koldewey Gesellschaft in Regensburg, 1957, p. 23-27[27].
- La Délégation Archéologique à Bactres, dans J.-C. Gardin, Céramique de Bactres (Mémoire de la DAFA), 1957, p. 23-27[27].
- Les fouilles de Surkh Kotal en Bactriane (4ème, 5ème et 6ème campagnes), dans CRAI, 1957, p. 176-181.[27]
- Une bilingue gréco-araméenne d'Asoka. Introduction. L'inscription grecque, dans Journal Archéologique, 1958, p. 1-6[27].
- Surkh Kotal, dans Antiquity XXXIII, 1959, pp. 81-86.[27]
- Descendants non-méditerranéens de l'art grec, dans Syria XXXVII, 1960, p. 131-166 et 253-319.[27]
- Les fouilles de Surkh Kotal et l'histoire ancienne de l'Afghanistan, dans Afghanistan, 1960, 3, p. 26-47[27].
- Art parthe, art gréco-bouddhique, art gréco-romain, dans Atti del Settimo Congresso Internazionale di Archeologia Classica III, 1961, p. 9-16[27].
- Sir Jonh Marshall and Ghandhâra art, dans Antiquity XXXV, 1961, p. 167-180.[27]
- Palmyre et la Mésène, dans Syria XXXVIII, 1961, p. 256-260.[27]
- Les traits originaux de l'histoire de l'Afghanistan, dans Afghanistan, 1961[27].
- Surkh Kotal and the problem of Hellenism in Bactria and India, dans Proceedings of the British AcademyXLVII, 1961, p. 77-95[27].
- Les fouilles de Surkh Kotal en Bactriane, VIIème-XIIème campagnes, dans CRAI, 1961, p. 205-209.[27]
- Le Prétendu camp de Dioclétien à Palmyre, dans Mélanges de l'Université Saint-Joseph de Beyrouth, XXXVIII, 1962.[27]
- Les fouilles de Surkh Kotal en Bactriane, XIIIème-XVème campagnes, dans CRAI, 1963, p. 68-71.[27]
- Observations sur les remparts de Bactres (en collaboration avec M. Le Berre), dans Mémoires de la Délégation Archéologique Française en Afghanistan, XIX, 1963[27].
- Une nouvelle inscription grecque d'Açoka, dans CRAI, 1964, p. 126-140.[27]
- La nécropole de Shakh Tépé près de Kunduz, dans CRAI, 1964, p. 207-211.[27]
- Le temple de Surkh Kotal en Bactriane (IV), dans Journal Asiatique, 1964, p. 303-326[27].
- Aï Khanoum, ville hellénistique d'Afghanistan, dans CRAI, 1965, p. 36-46.[27]
- Aï Khanoum, dans Bulletin de Correspondance Hellénique, LXXXIX, 1965, p. 590-603.[27]
- Sur l'origine et sur la nature de l'art des Sassanides, dans Le Rayonnement des civilisations grecque et romaine, Paris, 1965, pp. 567-577[27].
- Coiffures féminines similaires à Rome et dans l'Inde, dans Mélanges Piganiol, 1966, p. 587-595[27].
- La représentation frontale dans l'art des Sassanides, dans La Persia e il Mondo greco-romano (Accademia dei Lincei. Problemi attuali di Seienza et di Cultura, 76), 1966, p. 385-392[27].
- A new Greek Inscription of Asoka at Kandahar (en collaboration avec E. Benveniste), dans Epigraphia Indica XXXVII, 1968[27].
- Der hellenisierte Orient, collection Kunst der Welt, chez Holle, Baden-Baden, 1969[27].
- [all] Nachkommen der griechischen Kunst ausserhalb des Mittelmeerraums dans Der Hellenismus in Mittelasien, hrsg. v. F. Altheim u. a., Darmstadt, 1969, pp. 281-405.[27]
- L'Orient hellénisé, collection l'Art dans le Monde, chez Albin Michel, Paris (version originale de "Der hellenisierte Orient"), 1970[27].
- Le rhyton de Kohna Masjid dans Arts asiatiques, 24, 1971, pp. 3-7[27].
- Les Quatre Tribus de Palmyre dans Syria XLVII, 1971, pp. 121-133.[27]
- La coiffure du Grand Roi dans Syria XLVII, 1971, pp. 375-383.[27]
- Une nouvelle inscription d'Ammân-Philadelphie dans Syria XLVII, 1971, pp. 385-389.[27]
- De la pensée grecque à la pensée bouddhique dans CRAI, 1972, pp. 188-199.[27]
- Triparasidos dans Bulletin du Musée de Beyrouth, 1969, pp. 147-149[27].
- La Cour hexagonale du sanctuaire de Jupiter à Baalbek dans Bulletin du Musée de Beyrouth, 1971, pp. 3-9[27].
- Vorôd l'agoranome dans Syria XLIX, 1972, pp. 339-341.[27]